# Partido judicial de Marchena
El partido judicial de Marchena es uno de los 85 partidos judiciales en los que se divide la comunidad autónoma de Andalucía y creado por Real Decreto en 1983, como número trece de los quince en que se divide la provincia de Sevilla, en España.

## Ámbito geográfico
| Partido Judicial | Capital de partido | Municipios que comprende    |
| ---------------- | ------------------ | --------------------------- |
| 13               | Marchena           | Arahal, Marchena y Paradas. |